# Mocsolyás-patak
A Mocsolyás-patak a Heves–Borsodi-dombságban ered, Tarnalelesz településtől északnyugatra, Heves vármegyében, mintegy 310 méteres tengerszint feletti magasságban. A patak forrásától kezdve déli irányban halad, majd Tarnalelesz északnyugati részénél éri el a Nagy-völgyi-patakot.

## Nevének eredete
A mocsolya szó három jelentéssel bír. Az első szerint mocsáros, lápos, nádtermő rétet jelent, a második jelentés alapján pocsolya, posvány jelentésű, míg harmadik jelentése alapján kenderáztatót jelent.

## Part menti település
A patak partján fekvő egyetlen település, Tarnalelesz lélekszáma magasabb, mint 1700 fő.